# Unie van Aragón
De Unie van Aragón was een verbond van edelen en burgers in het koninkrijk Aragón gedurende de laatste helft van de 13e en de eerste helft van de 14e eeuw.
Het verbond van edelen en burgers legde regels vast die de macht van de koning beperkte en de privileges van de adel en de steden bevestigden.
De Unie van Aragón is vergelijkbaar met verdragen die in andere landen werden gesloten. Zo werd de Engelse koning Jan zonder Land in 1215 door de adel en burges gedwongen de Magna Carta te ondertekenen, hetzelfde gold voor Simon de Montfort die trouw zwoer aan het Statuut van Pamiers in 1212.

## Het ontstaan van de Unie
In de eerste eeuwen van het tweede millennium bestond het koninkrijk Aragón uit verschillende andere vroegere koninkrijken, met als belangrijkste die van Aragón en Valencia en ook het grootste deel van de Catalaanse graafschappen waaronder Barcelona.
Deze gebieden vochten om aandacht van de monarch en probeerden hun privileges te verdedigen ten opzichte van elkaar. De directe aanleiding tot de oprichting van de Unie van Aragón was de oorlog die Peter III van Aragón voerde tegen het koninkrijk Sicilië.
Paus Martinus IV organiseerde in 1284 en 1285 de Aragonese Kruistocht tegen Peter III van Aragón. Reden was de verovering van Sicilië door Peter. Peter was in 1262 getrouwd met Constance van Sicilië. Via de lijn van het huis van Hauteville had hij recht op de kroon van Sicilië. De paus zag hierin een aanval op de macht van Rome en Peter III werd door de paus geëxcommuniceerd.
Peter moest hoge belastingen heffen om de verdediging van zijn koninkrijk tegen de pauselijke coalitie te kunnen betalen. De adel en invloedrijke burgers vonden dat de koning hen had moeten raadplegen wat betreft de verovering van Sicilië en vormden hierop de Unie van Aragón.
In 1283 belegden adel en burgers een Cortes in Zaragoza en zwoeren daarbij elkaars belangen te verdedigen. Nog geen drie maanden later werd in Tarragona tijdens de Cortes van het graafschap Barcelona een gelijke eed gezworen. Dit werd bekend als het Algemeen Privilege, in het Spaans het Privilegio General.
In ruil voor de steun van zijn onderdanen moest Peter III van Aragón de gebruiken en het gewoonterecht van adel en burgers erkennen. Bovendien moest hij beloven jaarlijks een Cortes bijeen te roepen.

## Onder Alfons III van Aragón
Peter III stierf in 1285 en werd opgevolgd door zijn oudste zoon Alfons III van Aragón (1296-1291). In december 1286 ontmoetten vertegenwoordigers van de Unie van Aragón elkaar in Zaragoza, en daarna in januari 1287 in Teruel. Na korte onderhandelingen met Alfons III in mei 1287 viel de Unie Valencia binnen en voerde enige veldslagen met troepen van de koning. Een Dominicaanse prior uit Zaragoza trad hierna op als onderhandelaar tussen de partijen.
20 december 1287 werd een nieuwe vergadering belegd in Zaragoza. De Unie wist Alfons III te dwingen belangrijke concessies te doen. Deze schonk haar het Privilege van de Unie, in het Spaans Privilegio de la Unión. Volgens dit privilege was de Unie voortaan de ware bewaker van het Aragonese recht in het koninkrijk. Via het Priviligio werden veel belangrijke koninklijke bevoegdheden overgedragen aan de lagere adel. Om zijn goede wil te tonen schonk Alfons bovendien zestien kastelen aan de adel.
Het Privilege hield onder meer in dat de koning een lid van de adel niet kon vervolgen zonder toestemming van de Justicia, een gerechtshof dat opereerde in opdracht van wat er in de Cortes werd besloten.
De Cortes moesten elk jaar in november in Zaragoza worden gehouden. Als de koning zich niet aan de regels van dit Privilege hield, dan hoefde niemand hem te gehoorzamen en kon geen enkele daad tegen hem gericht als verraad worden beschouwd. Zo kon de koning in bijzondere omstandigheden door de adel worden afgezet. Vanaf januari 1288 werden de raadgevers van de koning benoemd door de Unie.
Dante Alighieri (1265 – 1321) plaatste Alfons III in De goddelijke komedie in het vagevuur vanwege zijn bijdrage aan de chaos in Europa rond die tijd.

## Onder Jacobus II van Aragón en Alfons IV
Jacobus II van Aragón (1267 – 1327) weigerde het Privilege van de Unie te erkennen. Hij consolideerde de eenheid van het koninkrijk door te verklaren dat Aragón, Valencia en het graafschap van Barcelona een onlosmakelijke eenheid vormden. Dit werd vastgelegd in de Akte van de Unie, in het Spaans Acta de Unión.
Gedurende de regering van Alfons IV herleefde de Unie van Aragón vanwege het absolutistisch karakter van de politiek van deze koning.

## Onder Peter IV van Aragón
Ook de opvolger van Alfons IV, diens zoon Peter IV van Aragón probeerde de macht van de Unie te beperken. Hij kwam in 1336 aan de macht, maar woonde de Cortes pas in 1347 voor het eerst bij. Bij gebrek aan een mannelijke troonopvolger uit zijn huwelijk met Maria van Évreux besloot Peter IV zijn dochter Constantia te benoemen tot troonopvolger. Dit stuitte op grote weerstand van de Unie. Zijn broer Jacobus keerde zich tegen hem en sloot zich bij de Unie aan. Adel en burgers van Valencia kwamen in opstand en sloten een Unie van Valencia die zich bij de Unie van Aragón aansloot. De Unie van Valencia koos bovendien Ferdinand van Aragón (1329-1363), een halfbroer en een grote vijand van Peter IV tot leider. De leden van de Unie eisten dat hij de privileges zou erkennen zoals die door Alfons III en Peter III eerder waren toegekend, waaronder het jaarlijks bijwonen van de Cortes en het recht tot het benoemen van de adviseurs van de koning. Niet-Aragonezen moesten uit de Cortes geweerd worden. De koning noemden de eisen oneervol en onredelijk maar gaf uiteindelijk toch toe.
Hij trok de troonopvolging van zijn dochter terug en benoemde Jacobus II opnieuw tot opvolger en procureur-generaal van Aragón.
Toen de koning in 1348 in Valencia kwam werd hij gedwongen om zijn stiefbroer Ferdinand, in het Catalaans Ferrán, te erkennen als procureur-generaal over dat deel van het koninkrijk en als zijn erfgenaam. Toen hij probeerde naar Murviedo te ontsnappen werd dit verhinderd. De koning en de koningin werden onder dwang meegevoerd naar de stad Valencia waar ze als symbolistisch gebaar samen met de edelen en burgers moesten dansen.
Valencia werd in mei 1348 getroffen door de Zwarte Dood. Dit deed de Unionisten ertoe bewegen Peter IV uit de stad te laten vertrekken in de angst dat ook hij door de pest zou omkomen. Ondertussen groeide de aanhang van de koning en op 21 juli kwam het tot een veldslag bij Épila, ten zuidwesten van Zaragoza. De koning en zijn aanhangers behaalden een absolute overwinning. Ferdinand werd gewond maar ontsnapte naar Castilië.

## Het einde van de Unie
In augustus 1348 belegde Peter IV een Cortes in Zaragoza waarbij hij formeel alle activiteiten van de Unie veroordeelde en verbood. Hij gebruikte zijn eigen dolk om een van de documenten van de Unie in stukken te snijden. Tegelijkertijd verleende hij een generaal pardon aan de vroegere leden van de Unie en verzekerde dat iedere beschuldigde een eerlijk proces zou krijgen voordat er verbanning, gevangenis- of doodstraf zou worden uitgesproken. De rol van de Justicia werd verder gespecificeerd en vastgelegd. Eind december werden de leden van de Valenciaanse Unie buiten de poorten van Valencia verslagen.
Het resultaat was dat de Unie in Aragón en Valencia bijna geheel werd weggevaagd.